# حرائق غابات أتيكا 2018
سلسلة حرائق غابات مستمرة في اليونان بدأت في المناطق الساحلية من أتيكا في تموز/يوليو 2018. وفي يوم 24 تموز/يوليو فإن 76 شخصا قد أعلن عن وفاتهم بشكل مؤكد. هذه الحرائق هي ثاني أعنف الكوارث الطبيعية المسجلة في اليونان في آخر 70 عاما، حيث تأتي بعد زلزال أثينا سنة 1999 الذي قتل 143 شخصا. نقل حوالي 164 بالغاً و23 طفلا إلى المستشفيات بسبب الإصابات ومنهم 11 شخصاً بالغاً في حالة خطيرة.
تم إجلاء (أو إنقاذ بشكل عام) أكثر من 700 شخاصاً  من قرية «ماتي» الشاطئية حيث عثر رجال الإنقاذ على 26 جثة قد حوصرت على بعد أمتار قليلة من البحر ويظهر أنها كانت تعانق بعضها البعض حين وفاتها. واستعادت القوارب أيضاً جثثاً من وسط الماء وأنقذت  المئات من الناس من الشواطئ ووسط البحر. وخلال عملية إنقاذ من فندق في «ماتي» فإن عشرة أشخاص قد غرقوا وذلك بعد أن إنقلب القارب بهم..
نشرت اليونان أسطول لطائرات إطفاء مع من 250 محرك إطفاء بالإضافة لأكثر من 600 رجل إطفاء. وأعلن رئيس الوزراء اليوناني الكسيس تسيبراس حالة الطوارئ في أتيكا وثلاثة أيام حداد وطني مشيرا في خطاب متلفز أن «البلد يمر بمأساة لا تُوصف». وساعدت (أو قدمت مساعدات)  كلاً من إيطاليا وألمانيا وبولندا وفرنسا وإسبانيا وقبرص لليونان في محنتها.

## الجدول الزمني
في 23 تموز/يوليو 2018 وتحديداً في الساعة الواحدة ظهراً بتوقيت شرق أوروبا اشتعلت حرائق الغابات بالقرب كينيتا. وبعد بضع ساعات لاحقة اشتعلت حرائق ثانية بالقرب من بينتيلي. وبسبب هبوب الرياح القوية في المنطقة والتي تصل إلى 124 كم/ساعة  (12 بوفورت) انتشرت حرائق الغابات بسرعة. حيث احرقت تلك المتواجدة في كينتا المنازل المجاورة. أما نار بنتلي فقد اتحهت نحو الشاطئ وأحرقت أجزاء من قريتا نيوس فونتاس وماتي. شدة الحريق أدت إلى محاصرة وحرق أناس داخل منازلهم أو مركباتهم أو أولئك الذين هم على بعد أمتار قليلة من الشاطئ. الآلاف من المركبات والمنازل قد دمرت قبل أن يتم السيطرة على الحريق بعد ساعات لاحقة.